# 里克·阿德尔曼
理查德·莱昂纳德·阿德尔曼（英語：Richard Leonard Adelman，1946年6月16日—），美国前职业篮球运动员、教练。他在NBA担任主教练达23个赛季，带领克莱德·德雷克斯勒时代的波特兰开拓者两度杀入总决赛，执教普林斯顿进攻体系的萨克拉门托国王取得常规赛联盟第一，成为NBA历史上第8位取得常规赛1000胜的主帅，于2021年9月以教练身份入选奈史密斯篮球名人堂。

## 球員生涯
阿德尔曼于1964年进入洛杉矶洛约拉大学就读，为校队效力。他在大三、大四两年中入选WCC联盟最佳阵容，大四赛季荣获1967-68年度WCC联盟最佳球员。多年后，他于2015年入选WCC联盟名人堂。
毕业后，阿德尔曼在1968年NBA選秀中被圣迭戈火箭队在第79顺位选中，进入NBA。1970年，他在扩张选秀中被新成立的波特兰开拓者队挑中，在之后两年里出任球队的首发控球后卫。此后他又相继效力于芝加哥公牛队、新奥尔良爵士队、堪萨斯城-奥马哈国王，最终于1975年退役。他出战了462场常规赛，场均22.6分钟、7.7分、2.4个篮板、3.5次助攻。

## 執教生涯
退役后，阿德尔曼回到母校洛约拉大学，取得历史学硕士学位。之后他又再度前往俄勒冈州，在萨勒姆的切梅凯塔社区学院篮球队担任主教练。1983年，他被波特兰开拓者主帅杰克·拉姆齐挖掘，担任其助理教练。拉姆齐去职后，他继续留队担任迈克·舒勒的助教。
1989年，舒勒因战绩未达预期而在全明星赛后遭解雇，阿德尔曼接任临时主教练。次年，阿德尔曼带领开拓者队从39胜、西部第八一跃升至59胜、联盟并列第二，在季后赛中击败常规赛MVP魔术师约翰逊领衔的洛杉矶湖人队，闯入总决赛，但遗憾不敌“坏孩子军团”底特律活塞队。1990-91赛季，球队在常规赛中取得63胜，为联盟第一，但在季后赛中遭到魔术师和湖人的复仇。1991-92赛季，球队作为西部头号种子打入总决赛，负于正处巅峰期的迈克尔·乔丹和芝加哥公牛。
1993-94赛季后，阿德尔曼被开拓者队解雇。一年后出任金州勇士队主教练，在连续两个赛季未打进季后赛后遭解雇。
1998年，赋闲在家的阿德尔曼受原开拓者队友杰夫·皮特里之邀，开始执教萨克拉门托国王队。他将助教皮特·卡里尔的普林斯顿进攻体系发扬光大，球队在克里斯·韦伯、弗拉德·迪瓦茨等队员的串联下兼具华丽的球风和优秀的战绩，风靡全美。2001-02赛季，球队在常规赛中取得61胜，为联盟第一，但在西部决赛抢七战加时赛中遗憾负于拥有沙奎尔·奥尼尔和科比·布莱恩特的洛杉矶湖人。
2005-06赛季后，阿德尔曼和国王队不再续约。一年后，他出任休斯敦火箭队主教练。2007-08赛季，他执教火箭队创下联盟历史上第二长的连胜纪录——22连胜，其中后10场是在核心球员姚明缺阵的情况下取得的。2008-09赛季，他率领球队打入西部半决赛，并在姚明因伤只出战三场的情况下将后来的当季总冠军湖人队逼入了抢七。
2011年，在跟火箭队的合同到期后，阿德尔曼接过了明尼苏达森林狼队的教职。2013年4月6日，他执教球队戰勝活塞，成為第8位取得NBA常规赛1000勝的主教練。2013-14赛季后，阿德尔曼宣布从教练岗位上退休。
2021年9月，阿德尔曼以教练身份进入奈史密斯篮球名人堂，恰与其在国王的弟子韦伯同届入选。

### 成就和贡献
阿德尔曼是开拓者队史上常规赛胜场数第三、胜率最高，季后赛胜场数第一、胜率最高的主教练。1990-91赛季的63胜19负是队史常规赛最佳战绩，两次进入总决赛是仅次于1976-77赛季夺冠的第二好季后赛表现。
阿德尔曼是国王队史上常规赛胜场数第一、胜率最高，季后赛胜场数第一、胜率第二高的主教练。2001-02赛季的61胜21负是队史常规赛最佳战绩。进入西部决赛是仅次于1950-51赛季夺冠的第二好季后赛表现。在他执教的8年中，球队全部打入季后赛，是1985年球队搬迁至萨克拉门托以来仅有的8个胜率超过50%的赛季。
阿德尔曼在执教国王时将普林斯顿进攻体系中的一个战术套路发扬光大。该套路的内容大致为：强侧（球所在的一侧）的三名球员分别在翼侧（45度角三分线外）、底角（0度角三分线外）和肘区（罚球线的端点到三分线之间）落位；翼侧球员将球交给肘区的球员（通常是内线），然后给底角球员做无球掩护；肘区球员阅读场上形式，随机应变地分配球。该套路已成为全NBA广泛采用的进攻起手式，有的球队将该战术称为“萨克拉门托”或“阿德尔曼”。

### 历年戰績
| 隊伍           | 赛季    | 常規賽 | 常規賽 | 常規賽 | 常規賽 | 常規賽     | 季後賽 | 季後賽 | 季後賽   |
| 隊伍           | 赛季    | 场次   | 勝     | 負     | 勝率   | 排名       | 勝     | 負     | 最远阶段 |
| -------------- | ------- | ------ | ------ | ------ | ------ | ---------- | ------ | ------ | -------- |
| 波特兰开拓者   | 1988-89 | 35     | 14     | 21     | 40.0%  | 西区第8名  | 0      | 3      | 第一轮   |
| 波特兰开拓者   | 1989-90 | 82     | 59     | 23     | 72.0%  | 西区第3名  | 12     | 9      | 总决赛   |
| 波特兰开拓者   | 1990-91 | 82     | 63     | 19     | 76.8%  | 西区第1名  | 9      | 7      | 西区决赛 |
| 波特兰开拓者   | 1991-92 | 82     | 57     | 25     | 69.5%  | 西区第1名  | 13     | 8      | 总决赛   |
| 波特兰开拓者   | 1992-93 | 82     | 51     | 31     | 62.2%  | 西区第4名  | 1      | 3      | 第一轮   |
| 波特兰开拓者   | 1993-94 | 82     | 47     | 35     | 57.3%  | 西区第7名  | 1      | 3      | 第一轮   |
| 金州勇士       | 1995-96 | 82     | 36     | 46     | 43.9%  | 西区第9名  |        |        |          |
| 金州勇士       | 1996-97 | 82     | 30     | 52     | 36.6%  | 西区第10名 |        |        |          |
| 萨克拉门托国王 | 1998-99 | 50     | 27     | 23     | 54.0%  | 西区第7名  | 2      | 3      | 第一轮   |
| 萨克拉门托国王 | 1999-00 | 82     | 44     | 38     | 53.7%  | 西区第8名  | 2      | 3      | 第一轮   |
| 萨克拉门托国王 | 2000-01 | 82     | 55     | 27     | 67.1%  | 西区第3名  | 3      | 5      | 第二轮   |
| 萨克拉门托国王 | 2001-02 | 82     | 61     | 21     | 74.4%  | 西区第1名  | 10     | 6      | 西区决赛 |
| 萨克拉门托国王 | 2002-03 | 82     | 59     | 23     | 72.0%  | 西区第3名  | 7      | 5      | 第二轮   |
| 萨克拉门托国王 | 2003-04 | 82     | 55     | 27     | 67.1%  | 西区第4名  | 7      | 5      | 第二轮   |
| 萨克拉门托国王 | 2004-05 | 82     | 50     | 32     | 61.0%  | 西区第6名  | 1      | 4      | 第一轮   |
| 萨克拉门托国王 | 2005-06 | 82     | 44     | 38     | 53.7%  | 西区第8名  | 2      | 4      | 第一轮   |
| 休斯敦火箭     | 2007-08 | 82     | 55     | 27     | 67.1%  | 西区第5名  | 2      | 4      | 第一轮   |
| 休斯敦火箭     | 2008-09 | 82     | 53     | 29     | 64.6%  | 西区第5名  | 7      | 6      | 第二轮   |
| 休斯敦火箭     | 2009-10 | 82     | 42     | 40     | 51.2%  | 西区第9名  |        |        |          |
| 休斯敦火箭     | 2010-11 | 82     | 43     | 39     | 52.4%  | 西区第9名  |        |        |          |
| 明尼苏达森林狼 | 2011-12 | 66     | 26     | 40     | 39.4%  | 西区第12名 |        |        |          |
| 明尼苏达森林狼 | 2012-13 | 82     | 31     | 51     | 37.8%  | 西区第12名 |        |        |          |
| 明尼苏达森林狼 | 2013-14 | 82     | 40     | 42     | 48.8%  | 西区第10名 |        |        |          |
| 總計           | 總計    | 1791   | 1042   | 749    | 58.2%  |            | 79     | 78     | 2×总决赛 |

## 聯盟人際網絡
- 阿德尔曼与杰夫·皮特里是效力开拓者时期的队友兼客场室友。阿德尔曼执教开拓者和国王时期，皮特里都担任过球队总经理。[5]
- 阿德尔曼和千胜教头帕特·莱利是圣迭戈火箭队友，和千胜教头杰里·斯隆是芝加哥公牛队友。[16][17]
- 杰克·拉姆齐在寻找助教时，在两位候选人中挑中了阿德尔曼。落选者乔治·卡尔后来也成为了千胜教头。[4]
- 阿德尔曼作为临时主教练时成绩不佳，但队员特里·波特力劝球队老板保罗·艾伦留下他。波特退役后曾在国王和森林狼担任阿德尔曼的助教。[4]
- 阿德尔曼曾五次在季后赛中跟千胜教头菲尔·杰克逊交手，全部落败。杰克逊曾在湖人队内训练中将阿德尔曼暗比为，导致二人不睦。[18]
- 阿德尔曼的篮球名人堂引荐人是执教国王时的队员弗拉德·迪瓦茨，执教火箭和森林狼时的助教杰克·西克马。[9]
- 阿德尔曼的两个儿子曾在他手下担任助教，分别是火箭时期的RJ和森林狼时期的大卫（英语：David Adelman (basketball)）。RJ在2018年因车祸去世。大卫仍在联盟中担任助教。[19][14]